# Concurs de castells del Vendrell 1945
El concurs de castells del Vendrell tingué lloc el 14 d'octubre de 1945 en el marc de les Fires de Santa Teresa. Va ser el sisè concurs de castells de la història i el primer i únic fet a la ciutat del Vendrell, es tracta d'un concurs puntual que no tingué continuïtat en el temps. Hi participaren les úniques tres colles existents aleshores: els Nens del Vendrell, la colla unificada dels Xiquets de Valls i l'antiga colla dels Xiquets de Tarragona.
El públic vendrellenc va protestar la consideració d'intent per un 4 de 8 dels Nens que quedà gairebé carregat, sobretot com a contrast amb un 2 de 7 dubtós de la colla vallenca que sí fou considerat carregat segons el jurat.

## Resultats

### Classificació
| Resultat              |
| --------------------- |
| Descarregat (D)       |
| Carregat (C)          |
| Intent (I)            |
| Intent desmuntat (ID) |

En el concurs de castells del Vendrell de 1945 hi van participar 3 colles.
Llegenda
a: amb agulla o pilar al mig
ps: aixecat per sota
| Pos | Colla                                   | 1a ronda | 2a ronda | 3a ronda | 4a ronda | 5a ronda | Punts |
| --- | --------------------------------------- | -------- | -------- | -------- | -------- | -------- | ----- |
| 1   | Colla dels Xiquets de Valls (unificada) | 5de7     | 4de8     | 3de7ps   | 2de7(c)  | 4de7a    | 2.440 |
| 2   | Nens del Vendrell                       | 2de7     | 5de7     | 3de7ps   | 4de7a    | 4de8(i)  | 1.800 |
| 3   | Xiquets de Tarragona                    | 4de7a    | 3de7ps   | 2de7(i)  | 2de7(i)  | —        | 1.460 |

### Estadística
La següent taula mostra l'estadística dels castells que es van provar al concurs de castells. Els següents castells apareixen ordenats, de major a menor dificultat, segons la valoració tradicional que se'ls atribueix a cada un.
| Castell                 | Descarregat | Carregat | Intent | Intent desmuntat | Total |
| ----------------------- | ----------- | -------- | ------ | ---------------- | ----- |
| 4 de 8                  | 1           | —        | 2      | —                | 3     |
| 2 de 7                  | 1           | 1        | 2      | —                | 4     |
| 3 de 7 aixecat per sota | 3           | —        | —      | —                | 3     |
| 5 de 7                  | 2           | —        | —      | —                | 2     |
| 4 de 7 amb l'agulla     | 3           | —        | —      | —                | 3     |
| Total                   | 10          | 1        | 4      | 0                | 15    |
| Percentatge             | 66,6%       | 6,6%     | 26,6%  | 0%               | 100%  |